# Georgij Gongadze
Georgij Gongadze (gruzínsky გიორგი ღონღაძე, ukrajinsky Георгій Русланович Ґонґадзе – Heorhij Ruslanovyč Gongadze; 21. května 1969 Tbilisi, Gruzínská SSR – 16. září 2000 Ukrajina) byl ukrajinský novinář gruzínského původu, který byl v roce 2000 unesen a zavražděn.
Byl v opozici vůči tehdejší vládě a z nařízení jeho vraždy je obviňován přímo tehdejší ukrajinský prezident Leonid Kučma.
Gongadzeho otec Ruslan Gongadze byl gruzínský, ale měl také francouzské a německé předky. Vystudoval architekturu a později si udělal jméno jako dokumentarista. Gongadzeho matka Olexandra (rozená Kortschak) pochází ze Lvova (Львів). Rodiče byli rozvedeni.
Po ukončení školy začal Gongadze večerní studium na Tbilisi Institute for Language Language. V letech 1987 až 1989 vykonával vojenskou službu v Afghánistánu - Sovětský svaz vedl od roku 1979 poslední dva roky války v Afghánistánu. Když se v dubnu 1989 vrátil do Tbilisi, sovětské bezpečnostní síly násilně potlačily protestní demonstraci, při níž bylo zabito 20 Gruzínců. Gongadze, pobouřený incidenty a následoval příklad svého otce, který byl vůdcem Národní demokratické strany Gruzie, se věnoval politické práci: nejprve se stal vedoucím oddělení PR Gruzínské lidové fronty.
Na podzim roku 1989 se Gongadze přestěhoval do ukrajinského Lvova, kde pokračoval ve studiu cizích jazyků na univerzitě Ivana Franka. Aktivně se podílel na společenském životě ve Lvově, pracoval v hnutí Ruch a studentském sdružení a založil gruzínské kulturní centrum Bagrationi (Баґратіоні). První manželství s ukrajinskou Marjanou Spychalskou netrvalo dlouho.
Když se v Gruzii stal režim Swiad Gamsachurdia stále autoritářštějším a nedemokratičtějším (Gongadze byl uveden jako č. 28 na seznamu nepřátel lidu), v Tbilisi došlo k převratu. Gongadze se vrátil do své domovské země, aby se zúčastnil procesu změny režimu. Po vítězství pučistů a začátku éry Shevardnadze v Gruzii se v roce 1992 vrátil do Lvova a začal produkovat dokumentární filmy. Když šel do Gruzie krátce po smrti svého otce v roce 1993, plánoval dokument o konfliktu v Abcházii. Po krátké době se však rozhodl odložit kameru a vzít zbraň. V boji byl vážně zraněn 26 fragmenty granátu, a proto byl letecky evakuován do Suchumi krátce před tím, než bylo město dobyto separatistickou armádou Abcházie. Gruzínské ozbrojené síly utrpěly v konfliktu těžkou porážku (viz také: Historie Gruzie # Druhá republika).
Od roku 1993 do roku 1994 měl Gongadze svůj vlastní program pro místní televizní stanici ve Lvově a pracoval pro společnost střední Evropy. Pracoval také pro Post-Postup (After Progress). Během této doby a následujících let až do roku 1996 bylo natočeno několik dokumentů, z nichž některé byly vysílány v ukrajinské televizi.
V roce 1995 se Georgij Gongadze oženil s Myroslawou Petryschyn ve Lvově; oba se přestěhovali do Kyjeva a pracovali pro různé televizní produkce až do roku 1998. V letech 1998 až 1999 byl nezaměstnaný.
Začátkem prezidentské kampaně v roce 1999, která vedla k znovuzvolení Leonida Kučmy, zahájil Gongadze každodenní živé rozhlasové vysílání na kontinentu s titulem První [volební] kolo s Heorhijem Gongadsem, načež byly v krátké době přijaty hrozby pro televizní linku.
V červnu 2000 novinář podpořil volební kampaň starosty Volodymyra Wachowskyje ve Vinnyci, kterou vyhrál.
Pamětní deska v Kyjevě v domě novinářů: „Připomínka novinářů, kteří přišli o život za pravdu“
17. dubna se objevilo první vydání internetových novin Ukrajinska Prawda, v nichž Gongadze zveřejňoval mimo jiné vyšetřovací a publicistické zprávy o ukrajinském prezidentovi Leonidovi Kučmě a lidech kolem něj. Prostředí internetu nebylo v současné době na Ukrajině příliš rozšířené, během těchto měsíců server zaznamenal kolem 3000 návštěvníků denně. V červnu téhož roku si novinář nejprve všiml, že byl sledován a monitorován, a oficiálně o tom informoval ministerstvo vnitra 14. července, kde byla jeho zpráva doručena.
16. září v 10:30 odpoledne opustil Gongadze své pracoviště a nedorazil domů. Jeho zmizení vyvolalo velké obavy veřejnosti; 2. listopadu byly obavy potvrzeny a poblíž Kyjeva bylo nalezeno Gongadzeho dekapitované tělo . Identifikace se ukázala jako obtížná, protože mrtvola byla navíc polita kyselinou. K identifikaci pomohly mimo jiné zbývající fragmenty granátu z války v Abcházii. Tělo bylo pohřbeno až o dva roky později.